# Іжора (Єлизаветинське сільське поселення)
Іжора (рос. Ижора) — присілок у Гатчинському районі Ленінградської області Російської Федерації.
Населення становить 15 осіб. Належить до муніципального утворення Гатчинський муніципальний округ.

## Географія
Населений пункт розташований на південній околиці міста Санкт-Петербурга.

## Історія
Згідно із законом від 16 грудня 2004 року № 113—оз належить до муніципального утворення Єлизаветинське сільське поселення. 13 травня 2024 у зв'язку з ліквідацією Єлизаветенського сільського поселення увійшло до Гатчинського муніципального округа.

## Населення
| 1838 | 1848 | 1862 | 1940 | 1958 | 1997 | 2007 |
| ---- | ---- | ---- | ---- | ---- | ---- | ---- |
| 47   | ↗80  | ↘52  | ↗100 | ↘72  | ↘11  | ↘7   |
| 2010 | 2017 |      |      |      |      |      |
| ↗29  | ↘15  |      |      |      |      |      |